# Rotbrust-Glanzköpfchen
Das Rotbrust-Glanzköpfchen (Chalcomitra senegalensis, Syn.: Nectarinia senegalensis), auch Natalglanzköpfchen oder Rotkehlnektarvogel genannt, ist ein nektarfressender Sperlingsvogel. Das Gefieder des Männchens besitzt einen schillernden roten Brustfleck und einen glänzend-grünen Scheitel, daher auch der Name Rotbrust-Glanzköpfchen.

## Merkmale
Rotbrust-Glanzköpfchen werden bis zu 15 cm lang und besitzen Flügelspannweiten zwischen 25 und 30 cm. Ihr Gewicht beträgt 10–11 g. Ihre scharfen Rufe sind oft stundenlang zu hören. Der lange Schnabel ist nach unten gekrümmt und am Ende zugespitzt. Das Männchen besitzt während der Brut- und Balzzeit ein schillerndes und auffallendes Gefieder. Die Grundfarbe ist Schwarz, die Brust leuchtend rot und der Scheitel sowie die Kehle sind grün gefärbt. Die schillernden Farben können durch den besonderen Federnaufbau erklärt werden, der die Federn bestimmte Wellenlängen lebhaft reflektieren lässt. Das Schlichtkleid ist wesentlich matter. Das Weibchen ist oben dunkelbraun gefärbt und unten hellbraun gesprenkelt.

## Lebensweise
Die Rotbrust-Glanzköpfchen sind sehr lebhaft und fast immer in Bewegung. Meistens halten sie sich in Baumwipfeln auf, kommen aber auch öfter zum Boden nieder. Die Männchen sind aggressiver, ungeselliger und rufen öfter als ihre weiblichen Artgenossen. Oft kann man Männchen beobachten, die sich über weitere Strecken verfolgen. Die Scheu vor Menschen ist nicht sehr ausgeprägt, so lassen die Glanzköpfchen Menschen bis auf wenige Meter heran.

### Verbreitung

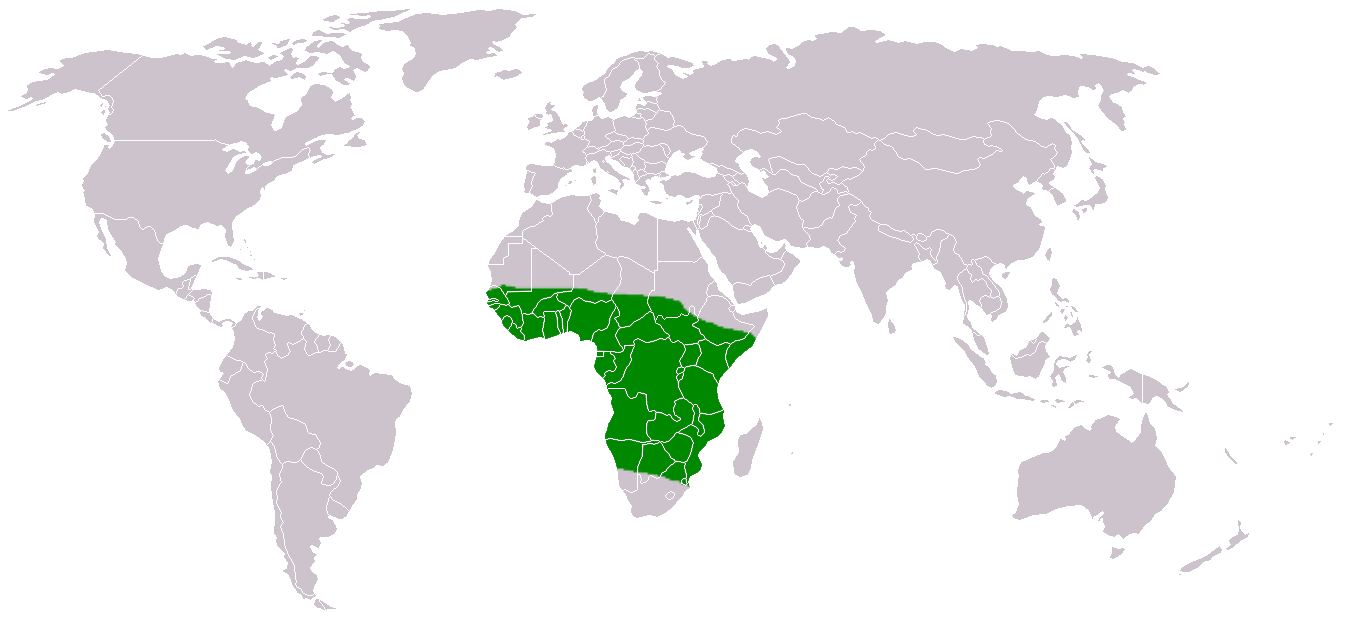
Das Verbreitungsgebiet des Rotbrust-Glanzköpfchens

Sie leben in ganz Afrika südlich der Sahara, mit Ausnahme von Teilen Südafrikas und Namibias. Ihr Lebensraum sind offene Wälder und Savannen, Flussufer sowie Tropenregionen. Die Vogelart ist im Moment nicht bedroht.

### Fortpflanzung
Die Brutzeit der Rotbrust-Glanzköpfchen dauert von August bis März. Nachdem das Weibchen innerhalb von einer Woche ein topfförmiges Nest aus Blättern, Heu, Spinnennetzen und anderen Pflanzenteilen in einer Höhe von 2–10 m an einer Astspitze gebaut hat, legt es zwei weiße oder hellgraue ovale Eier mit olivgrauen Flecken. Die Brutdauer beträgt 14–15 Tage, die Nestlingsdauer weitere 16–19 Tage.

### Nahrung
Neben Insekten, Raupen, Heuschrecken und Spinnen frisst das Rotbrust-Glanzköpfchen viel Nektar; besonders Leonotis-, Korallenstrauch- und Aloeblüten. Dazu benützen sie ihren spitzen Schnabel, um dicke Blütenhüllen zu durchstoßen. Anschließend wird der Saft mit der langen, röhrenförmigen Zunge eingesaugt.